# Mitrephora
Mitrephora (Blume) Hook. f. & Thomson – rodzaj roślin z rodziny flaszowcowatych (Annonaceae Juss.). Według The Plant List w obrębie tego rodzaju znajduje się 19 gatunków o nazwach zweryfikowanych i zaakceptowanych, podczas gdy kolejne 63 taksony mają status gatunków niepewnych (niezweryfikowanych). Występuje naturalnie w klimacie równikowym Azji, Australazji i Oceanii. Gatunkiem typowym jest Mitrephora obtusa|M. obtusa Hook.f. & Thomson

## Morfologia
PokrójZimozielone drzewa lub krzewy.
LiścieNaprzemianległe, pojedyncze, całobrzegie.
KwiatyPromieniste, obupłciowe, rzadziej rozdzielnopłciowe, zebrane w pęczki, rozwijają się w kątach pędów lub naprzeciwlegle do liści. Mają 3 wolne działki kielicha, nie nakładają się na siebie. Płatków jest 6, ułożonych w dwóch okółkach, nienakładające się na siebie, mają strzałkowaty lub romboidalny kształt, są wyprostowane lub nachylone ku sobie, zewnętrzne są większe od wewnętrznych. Kwiaty mają liczne Pręciki. Zalążnia górna, składająca się z licznych wolnych owocolistków o podłużnym kształcie, każdy zawierający co najmniej 4 komory z dwoma rzędami zalążków.
OwoceMają kulisty, jajowaty lub podłużny kształt, zebrane w owoc zbiorowy. Są prawie siedzące lub osadzone na szypułkach.

## Systematyka
Pozycja według APweb (aktualizowany system APG III z 2009)
Rodzaj wraz z całą rodziną flaszowcowatych w ramach rzędu magnoliowców wchodzi w skład jednej ze starszych linii rozwojowych okrytonasiennych określanych jako klad magnoliowych.
Lista gatunków

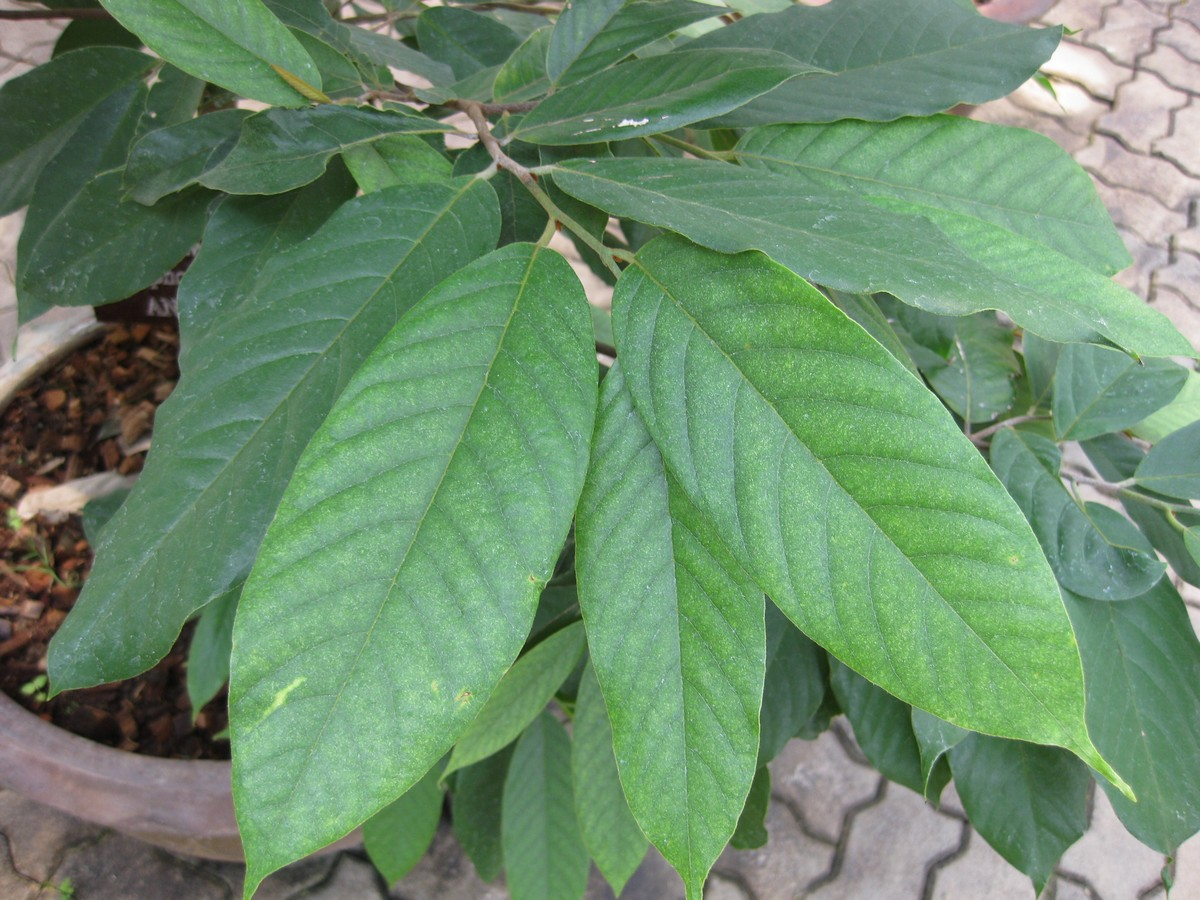
Liście gatunku M. winitii

| - Mitrephora amdjahii Weeras. & R.M.K.Saunders - Mitrephora clemensiorum Weeras. & R.M.K.Saunders - Mitrephora endertii Weeras. & R.M.K.Saunders - Mitrephora fragrans Merr. - Mitrephora glabra Scheff. - Mitrephora grandifolia (Warb.) Diels - Mitrephora heyneana (Hook. f. & Thomson) Thwaites - Mitrephora korthalsiana Miq. - Mitrephora kostermansii Weeras. & R.M.K.Saunders - Mitrephora longipetala Miq. | - Mitrephora macclurei Weeras. & R.M.K. Saunders - Mitrephora ochracea (Burck) Diels - Mitrephora teysmannii Scheff. - Mitrephora thorelii Pierre - Mitrephora tomentosa Hook. f. & Thomson - Mitrephora uniflora Weeras. & R.M.K.Saunders - Mitrephora vittata Weeras. & R.M.K.Saunders - Mitrephora wangii generic HU - Mitrephora woodii Weeras. & R.M.K.Saunders |